# Elba (Schutzgebiet)

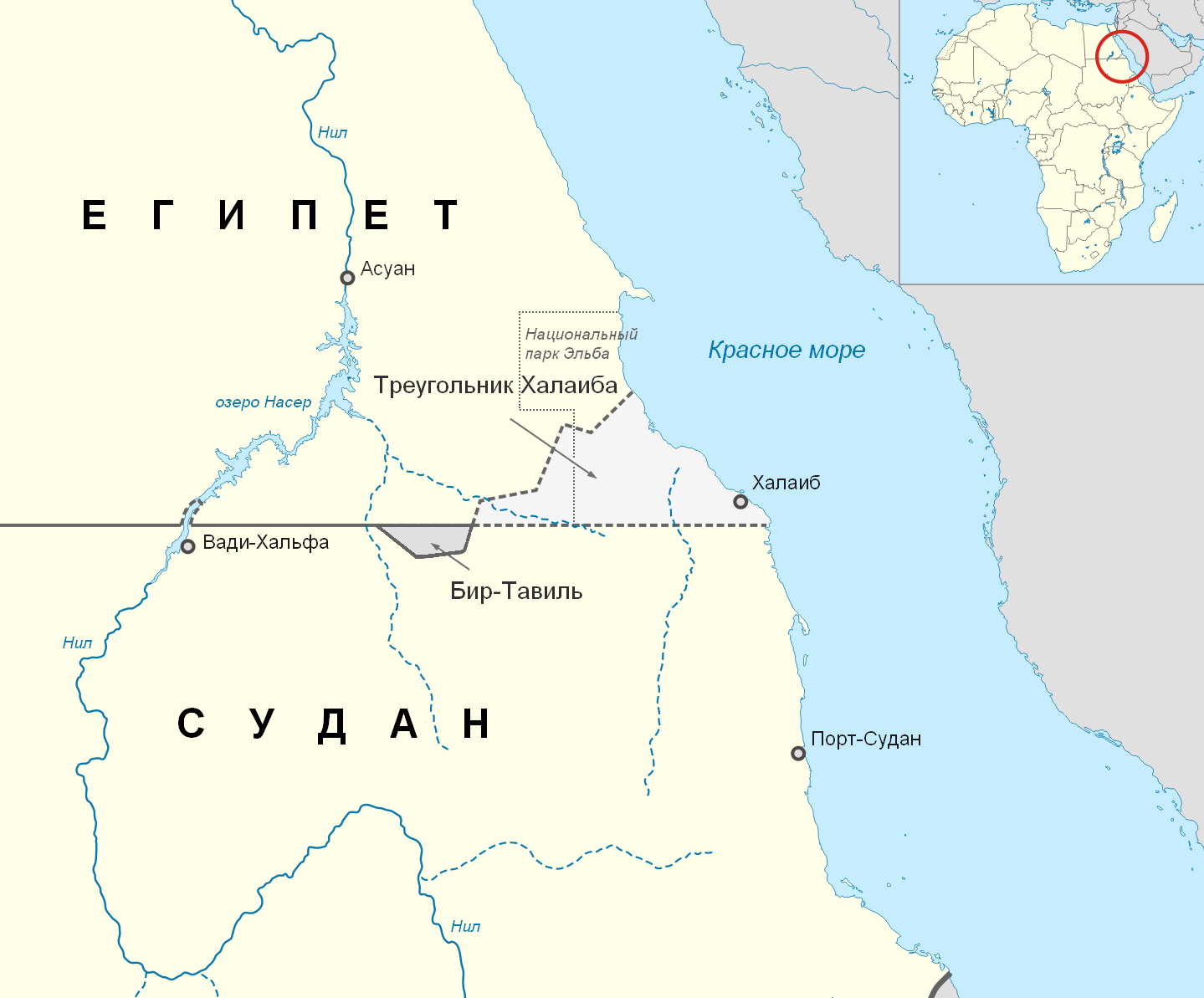
Der Gebel-Elba-Nationalpark umfasst den größten Teil des Hala’ib-Dreiecks (östlich 34°29'44"E) und reicht im Norden darüber hinaus (bis 23°49'20"N)

Das ägyptische Schutzgebiet Elba (arabisch محمية علبة, DMG Maḥmiyyat ʿIlba) liegt im Südosten des Landes und ist nach dem Berg Gebel Elba (جبل علبة) benannt. Hier befindet sich der einzige natürliche Wald des Landes. Bestandteil sind auch Mangrovengebiete, 22 Inseln, darunter die St.-Johannes-Insel, Korallenriffe, Küstensanddünen, -salzmarschen und -wüstengebiete. Das 35.600 km² große Biotop wurde 1986 von Ägypten unter Schutz gestellt und hat heute den Status einer Kulturlandschaft mit Management. Im Süden des Gebietes kam es zu Grenzstreitigkeiten zwischen Ägypten und dem Sudan im Hala’ib-Dreieck, de facto wird das Gebiet jedoch von Ägypten kontrolliert.
Die in der Region ansässigen Beduinenstämme sollen mit ihren kulturellen Eigenarten in das Naturschutzgebiet eingebunden werden.

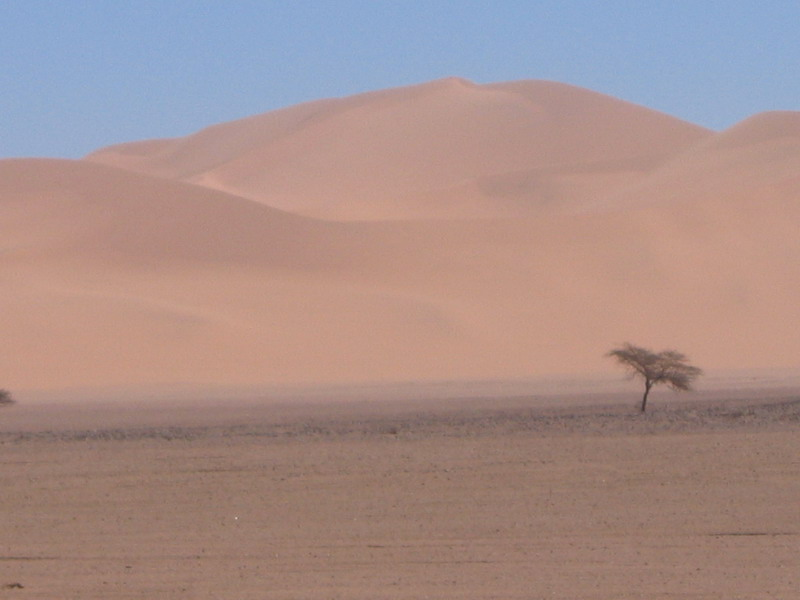
Gebel Elba

## Geographie
Das Schutzgebiet erstreckt sich entlang des südlichsten Bereichs der ägyptischen Rotmeerküste, etwas südlich der Stadt Marsa Alam bis zur sudanesischen Grenze und umfasst dabei auch den größten Teil des mit dem Sudan umstrittenen, aber von Ägypten kontrollierten Hala’ib-Dreiecks. Bei 22° N und zwischen 36°25' - 36°40' E befindet sich eine Gruppe von mehreren Küstenbergen wie dem Gebel Ebruy, Al Daeeb und Gebel Elba.
Magmatische Tiefengesteine wie Granit und hochgradig metamorphe Gesteine wie Gneis aus den geologischen Anfängen des Roten Meeres, sowie Schiefer und Sedimentablagerungen – v. a. Gips, Kalkstein und Nubischer Sandstein – beherrschen über ein Drittel des Gebirges am Roten Meer.
Während in der wüstenhaften Umgebung jährliche Niederschläge von weniger als 50 mm zu erwarten sind, summieren sie sich im Hochland auf gut 400 mm. Durch Tau, Nebel, Dunst und seltenen Regen, vor allem an der seewärtigen Nord- und Nordost-Seite, bildete sich eine Berg- bzw. Nebeloase mit der Folge eines Biodiversitäts-Hotspots aus. Das Zentrum der vergleichsweise wasserreichen Region repräsentiert der 1437 m hohe Gebel Elba (22° 11′ N, 36° 22′ O). Von hier durchschneiden zahlreiche Wadis das Granitgebirge in alle Richtungen, die größten davon sind Wadi Akwamtra, Wadi Aideib und Wadi Serimtai. Das Hauptwadi Yahameib, mit seinen Nebenflüssen Wadi Akaw und Wadi Kansisrob, entwässert zur Nordseite.

## Biodiversität

### Pflanzen
Bisher wurden 485 Pflanzenarten aus 51 Familien gezählt. Bäume, Büsche und Sträucher bilden den einzigen natürlichen Wald Ägyptens. In den höheren Nebelzonen überwiegen Farne, Moose und Sukkulenten.
Biscutella elbensis ist hier endemisch. Mit ihrem Wurzelsystem kann sie in Fels, Schutt und Geröll gut Fuß fassen, wie das europäische Pendant Glatt-Brillenschötchen (Biscutella laevigata). Beide gehören zu den Kreuzblütengewächsen (Brassicaceae), wie auch die Echte Rose von Jericho.
Bergflüsse und Gebirgswadis sind relativ dicht bewachsen und werden von der Schirmakazie (Acacia tortilis) dominiert. Daneben finden sich der Weiße Flamboyant (Delonix elata),  ferner  Aerva javanica syn. persica, eine mehrjährige, halbstrauchartige Pflanze, die sandigen Untergrund bevorzugt und bei Ziegen und Schafen beliebt ist, der Dornbusch Euphorbia cuneata, der zu der großen Gruppe der Wolfsmilchgewächse (Euphorbiaceae) gehört, und etliche mehr.

### Tiere
Zu den vielen Tierarten gibt es keine Parallele in anderen Wüstengegenden Ägyptens. 23 Säugetier-, 41 Vogel- und 22 Reptilienarten, aber nur eine Amphibie wurden bisher inventarisiert.
Zu den beobachteten Säugetieren gehören die Damagazelle, die Dorkasgazelle und der Afrikanische Wildesel. Laut Mitteilungen der UNESCO wurden Mendes-, Säbel- und Kuhantilopen gesichtet.
Unter den Vogelarten sind einige tropisch-afrikanischen Ursprungs und finden im Bereich des Nationalparks ihre nördlichste Verbreitungsgrenze. Es gibt spärliche Beobachtungen des Afrikanischen Straußes, Ohren- oder Lappen-, Bart- und Schmutzgeiers, des Kaffern- und Habichtsadlers.

## Beduinen

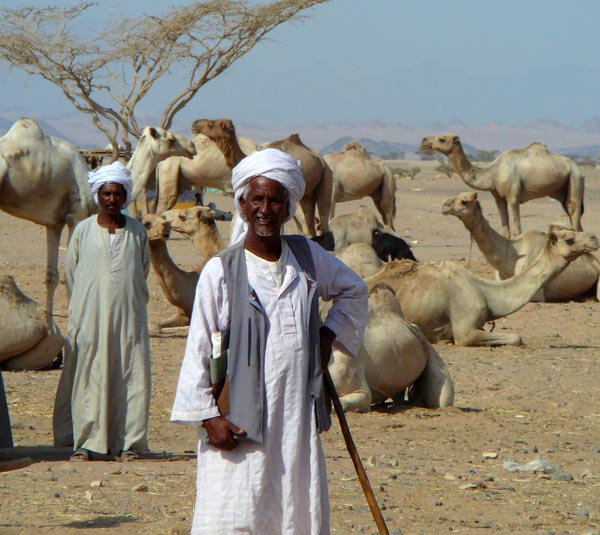
Bedscha-Beduine

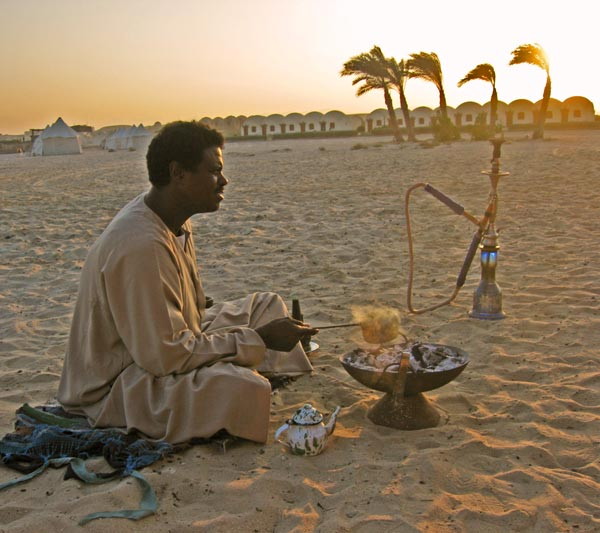
Ababda-Beduine

Im Nationalpark und dessen Umgebung sind die Beduinenstämme der Bedscha einschließlich der Ababde, Bischarin und Hadendoa sowie Raschaida ansässig. Sie sollen mit ihren kulturellen Eigenarten in das Projekt des Naturschutzgebietes eingebunden werden.
Die Trockenperiode von 1984–86 war für alle hier lebenden Beduinen eine Katastrophe. Es wird geschätzt, dass sie in dieser Zeit 95 % ihrer Herden verloren. Nach dem starken Regenjahr 1996 setzte wieder eine Dürre ein, die nun seit mehr als zehn Jahren anhält. Insgesamt scheint die durchschnittliche Niederschlagsmenge im Gebiet nachhaltig zu sinken. Der Wassermangel hat viele von ihnen gezwungen, in die nahe gelegene Küstenstadt Abu Ramad zu ziehen.
Die Bedscha werden oft mit den antiken Blemmyern in Verbindung gebracht.
Der mündlichen Überlieferung der Bedscha nach ist der Berg Elba ihr Ursprungsort. Der Stammesälteste ist zurzeit Scheich Hasan.
Die arabisierten Ababda-Beduinen bilden die zweitgrößte Gruppe. Sie werden als Untergruppe der Bedscha betrachtet, leben vor allem im nördlichen Teil und gelten als sesshaft bis halbnomadisch.
Die Bischarin-Beduinen sind nichtarabische Halbnomaden, die mit Stämmen im Sudan und Äthiopien verwandt sind. Sie sind dafür bekannt, gute, schnelle Kamele zu züchten. Sie leben außerdem vom Handel mit Ziegen und Schafen und von der Holzkohleproduktion. Auf den Märkten in Südägypten tauschen sie ihre Waren gegen Mais, Getreide, Bohnen, Datteln, Zucker, Leinen, Leder, Säbel und andere Gebrauchsgegenstände. Sie verfügen über außerordentliche Fähigkeit des Spurenlesen – so können sie Fährten einzelner Kamele oder Schafe identifizieren – und werden bei biologischen Expeditionen gerne angeworben.
Rashaida-Beduinen sind hier nicht ursprünglich heimisch, sondern besiedelten erst im 19. Jahrhundert von der Arabischen Halbinsel aus hauptsächlich die Küstenebenen.
Die Hadendoa-Beduinen waren bis zum 20. Jahrhundert als kriegerisch bekannt. Früher waren sie auch als Fuzzy Wuzzys bekannt, da sie ihre langen krausen Haare mit Hilfe von Butter zu einer buschigen Afrofrisur auftürmten.